# Řád věrnosti vlasti
Řád věrnosti vlasti (moldavsky: Ordinul Credinţă Patriei) je státní vyznamenání Moldavské republiky. V hierarchii moldavských řádů se nachází na poslední místě.

## Historie a pravidla udílení
Řád byl založen parlamentem Moldavské republiky zákonem č. 292 ze dne 28. července 2004.
Udílen je za vynikající organizaci během vojenské, pohraniční a vnitřní služby, za zajištění obranyschopnosti a bezpečnosti státu a za zajištění veřejného pořádku. Udělen může být také za úspěchy při velení vojsku, za udržování vysokého stupně bojové připravenosti jednotek, za získávání, provoz a údržbu nového vybavení, stejně jako za zvláštní úspěchy při manévrech. Udílen je také za odvahu a sebeobětování při obraně ústavních práv, svobod a oprávněných zájmů občanů v život ohrožujících podmínkách. Dále je udílen za bezvadné plnění vojenské, služební a občanské povinnosti a za akce, při kterých jedinec prokázal odvahu a iniciativu při boji proti zločinu. Může být udělen i za odvahu a vytrvalost projevenou při záchraně lidského života, materiálních či duchovních hodnot během živelných katastrof stejně jako v dalších výjimečných situacích. Udílen je i za zásluhy o rozvoj a spolupráci mezi Moldavskem a dalšími státy či mezinárodními organizacemi v oblasti obrany, bezpečnosti státu a veřejného pořádku.
Řád III. třídy může být udělen po odsloužení minimálně pěti let, řád II. třídy po odsloužení minimálně 10 let a řád I. třídy po odsloužení minimálně 15 let.

## Třídy
Řád je udílen ve třech řádných třídách:
- I. třída
- II. třída
- III. třída

## Insignie
Řádový odznak vyrobený z tombaku má tvar konkávní osmicípé hvězdy. Mezi paprsky jsou dva zkřížené meče s hroty směřujícími dolů. Uprostřed je kulatý medailon. V něm je zlatý státní znak Moldavska na červeně smaltovaném pozadí. Lemován je kruhem, který je ve své horní části pokrytý bílým smaltem nesoucím zlatý nápis CREDINŢA PATRIEI. Spodní část kruhu tvoří postříbřené dubové ratolesti. V případě odznaku I. třídy jsou cípy hvězdy pozlacené a meče postříbřené, u odznaku II. třídy jsou cípy postříbřené a meče pozlacené a u odznaku III. třídy jsou meče postříbřené. Průměr odznaku je 45 mm. Na zadní straně je spona umožňující připnutí odznaku k oděvu.